# مكثر بن عيسى
مكثر بن عيسى بن فليتة الحسني العلوي ؛ (توفي 1203/1204) كان آخر أمير وشريف مكة من سلالة (الطبقة الثالثة) الاشراف الهواشم، حكم ثلاث مرات على الأقل بين 1176 و 1203.

## نبذة
هو مكثر بن عيسى  بن فليتة بن قاسم  بن أبي هاشم محمد، والذي يتصل نسبه إلى الحسن بن علي، حفيد النبي محمد. توفي والده عيسى في 2 شعبان 570 هـ (قرابة 5 مارس 1175) ، وأصبح أخوه داود أمير لمكة. بعد أقل من عام، في ليلة 15 رجب 571 هـ (قرابة 5 فبراير 1176)، خلع مكثر شقيقه وتولى الإمارة، وذلك في 15 شعبان 571 هـ (قرابة 6 مارس  1175)، وصل تورانشاه ، شقيق صلاح الدين الأيوبي ، إلى مكة في طريقه إلى ٱلـشَّـام. حيث قام باستدعاء مكثر وداود وأصلح بينهما. في ذي الحجة في ذلك العام (يونيو 1176) ، وصل أمير الحج طاشتكين العراقي بأوامر من الخليفة لإسقاط مكثر. بدأ القتال يوم يوم النهر - 13 ذي الحجة (قرابة 30 يونيو 1176) - واستمر حتى 16 ذي الحجة (قرابة 3 يوليو 1176)، عندما استسلم مكثر أخيرًا من قلعته على جبل أبي قبيس وغادر مكة. أعطى طاشتكين وصاية الإمارة إلى قاسم بن مهنا، أمير المدينة المنورة، لكنه استسلم لداود بعد ثلاثة أيام فقط، خوفًا من الانتقام من مكثر. تشير التقارير إلى أنه بحلول العام التالي، 572 هـ (1176/1177)، حل مكثر مرة أخرى كأمير محل داود.
في مرحلة ما عادت الإمارة إلى داود ، كما ذكر الذهبي أنه أمير في عام 587 هـ (1191/1192). وكتب أنه في تلك السنة نهب داود الكعبة من ثروتها وجرد الحجر الأسود من طوقه الفضي. عندما وصل أمير الحاج، قام بإزاحة داود وتثبيت مكثر مرة أخرى كأمير. توفي داود عام 589 هـ (1193 م)، ومكثر حكم دون انقطاع حتى استحوذ قتادة بن إدريس على مكة وانتهى عهد الهواشم. ووفقًا لتقارير متباينة، فإن استيلاء قتادة على مكة وقع بين 597 و 599 هـ (بين 1200 و 1203). ووفقًا لابن محفوظ، في عام 597 هـ (1200/1201) سار حنظلة بن قتادة على مكة المكرمة وفر مكثر إلى وادي نخلة، حيث توفي سنة 600 هـ (1203/1204).
| مكثر بن عيسى الهواشم |                                                   |                     |
| منصب                 |                                                   |                     |
| سبقه داود بن عيسى    | أمير مكة قرابة 5 فبراير 1176 – قرابة 3 يوليو 1176 | تبعه قاسم بن مهنا   |
| سبقه داود بن عيسى    | أمير مكة 1176/77 – ?                              | تبعه داود بن عيسى   |
| سبقه داود بن عيسى    | أمير مكة 1191/92 – 1201                           | تبعه قتادة بن إدريس |